# Kaskalkur
Kaskalkur es el nombre de una divinidad que aparece mencionada en el Tratado Alaksandu entre el rey hitita Muwatalli II y Alaksandu, rey de Wilusa. Era una de las numerosas divinidades que debían ser testigos y garantes del mencionado pacto.
La denominación está compuesta por Kaskal, cuyo significado es camino, y Kur, que significa al inframundo.
Según el arqueólogo Manfred Korfmann, con ese término se denominaban las corrientes subterráneas de agua, tanto las naturales como las creadas artificialmente por el hombre para conducir el agua.
Este arqueólogo pone este nombre en relación con un manantial subterráneo hallado en una cueva en Troya y que es parte de un complicado sistema de conducción de aguas que se data en torno al principio del tercer milenio a. C. Korfmann estima que los habitantes de la Troya de épocas posteriores podrían haber asociado la existencia de esta corriente a mitos y, por tanto, éste podría ser el origen de la divinidad.
Sin embargo, otros arqueólogos como Dieter Hertel señalan que no hay pruebas concluyentes para esta asociación de Kaskalkur con las cuevas-manantiales subterráneas.